# Teatro de cámara
 Teatro de cámara es un modelo teatral desarrollado en Europa a partir del primer tercio del siglo xx.
Siguiendo algunas premisas del teatro de Molière o Goldoni, aparece como ejercicio intelectual que se rebela contra lo convencional del teatro tradicional y se plantea para un público selecto o reducido. Entre los ejemplos clásicos podrían citarse las piezas de August Strindberg reunidas en su Teatro de cámara («teatro íntimo»), escritas en 1907, y una de cuyas principales características es la «libertad total en la manera de tratar el tema, siempre que sea respetada la unidad de concepción y de estilo». En España generó la institución del Teatro Nacional de Cámara y Ensayo, con su origen en la década de 1970, y durante unos años dedicado, según Enrique Patiño, a poner en escena obras de autores relegados o de «cierto contenido ideológico avanzado y sin cabida en el teatro comercial al uso».
También puede referirse a la sala, por lo general de reducido aforo, en la que se hacen representaciones de cámara.

## Características
Sintetizando algunas propuestas y definiciones en el campo de la crítica y las definiciones enciclopédicas, pueden sugerirse como principales características del teatro de cámara:
1. Propuesta general no convencional frente al teatro de época;
2. temática profunda;
3. trama sencilla;
4. representación vinculada al espectador;
5. identificación con el teatro íntimo,[d] y el género del café-teatro.
6. Puede abarcar el conjunto de la «dramaturgia de cámara y ensayo».
7. Continuidad en el teatro independiente.